# Stojan Spetič
Stojan Spetič (Trieste, 29 novembre 1945) è un politico italiano di nazionalità slovena.

## Biografia
Giornalista e insegnante di origini slovene, esponente del Partito Comunista Italiano, viene eletto senatore alle elezioni politiche del 1987 nella circoscrizione del Friuli-Venezia Giulia. Dopo lo scioglimento del PCI, nel 1991 aderisce a Rifondazione Comunista che rappresenta al Senato fino al 1992. Nella primavera di tale anno viene eletto consigliere provinciale a Trieste, dimettendosi nell'ottobre successivo.
Alle elezioni comunali a Trieste del 1993 è candidato sindaco per il PRC, ottenendo il 3,91% dei voti ed è eletto consigliere comunale di opposizione; nell'aprile 1994 lascia il seggio a Iacopo Venier.
Nel 1998 segue Armando Cossutta e Oliviero Diliberto nella scissione che dà vita al Partito dei Comunisti Italiani, di cui dal 2007 è segretario regionale in Friuli-Venezia Giulia e membro della Direzione nazionale. Manterrà tali ruoli anche nel Partito Comunista d'Italia (dal 2014 al 2016) e poi nel rinato PCI.
È stato consulente della Commissione Mitrochin. Nel febbraio 2019 scrive una lunga lettera al presidente della Repubblica Sergio Mattarella sul tema delle Foibe. La missiva è duramente criticata dalle associazioni degli esuli istriani, che accusano Spetic di negazionismo.